# Eslöv
Eslöv je město ve Švédsku. Leží 35 km severovýchodně od Malmö a je centrem stejnojmenné obce v kraji Skåne. Žije zde přibližně 20 tisíc obyvatel.
První písemná zmínka pochází z roku 1145. Eslöv byl málo významnou vesnicí přifařenou k Sallerupu až do roku 1858, kdy zde byla zřízena stanice na trati Södra stambanan. V roce 1865 byla zprovozněna odbočka do Helsingborgu a roku 1897 do Hörby a Eslöv se stal významným železničním uzlem jižního Švédska. Růst počtu obyvatel a rozvoj infrastruktury vedl v roce 1911 k udělení městských práv. Význam železnice pro Eslöv dokládá okřídlené kolo v městském znaku.
K památkám patří zámek Ellinge, neogotický farní kostel, radnice, kamenná stavba Stenberget a modernistické kulturní centrum Medborgarhuset. Lagerhuset vznikl jako obilné silo z roku 1918, počátkem 21. století byl přestavěn na obytný dům a je nejvyšší dřevěnou stavbou ve Švédsku. Gårdsåkra je experimentálním sídlištěm, založeném na vyloučení automobilové dopravy. V blízkosti města se nachází přírodní rezervace Abullahagens s jezerem Långakärr.
Eslöv má tradici textilního, kožedělného a kovozpracujícího průmyslu. Sídlí zde pobočka výrobce obalového materiálu Smurfit Kappa. Potravinářská firma AB Felix, kterou založil český emigrant Herbert Felix, se v roce 2014 stala součástí koncernu Orkla Foods. Per Håkansson zde vynalezl Salubrin, dezinfekční prostředek na bázi kyseliny octové.
Cestovatel Hans Ostelius označil Eslöv za nejnudnější město Švédska.
Tituly mistrů Švédska získal zdejší klub stolního tenisu Eslöv AI a klub ženské házené Eslövs BK. Narodil se zde olympijský vítěz v řeckořímském zápase Frithiof Mårtensson. 